# Melisa Sözen
Melisa Sözen (* 6. Juli 1985 in Istanbul als Ayşe Melisa Sözen) ist eine türkische Schauspielerin.
Sözen wurde vor allem durch das Drama Winterschlaf bekannt, das 2014 die Goldene Palme erhielt.

## Filmografie
- 2001: Bana Şans Dile
- 2002: Içerideki
- 2004: Okul – Die Schule (Okul)
- 2006: Cenneti Beklerken
- 2006: Eve giden yol – Der Weg nach Hause (Eve giden yol 1914)
- 2006: Kabuslar evi – Seni beklerken
- 2011: Av Mevsimi – Jagdsaison (Av Mevsimi)
- 2012: Pazarları Hiç Sevmem
- 2014: Winterschlaf (Kış Uykusu)
- 2015: Bir Varmış Bir Yokmuş
- 2017: Büro der Legenden Le Bureau des Legendes (Fernsehserie)[1]
- 2019: Ein Papa für alle (Damien veut changer le monde)
- 2020: Kırmızı Oda
- 2023: Vor wem laufen wir eigentlich davon? (Biz Kimden Kaçiyorduk Anne?)

## Auszeichnungen
- 2015:  SIYAD, Turkish Film Critics Association Award – Beste Schauspielerin – Winterschlaf